# Football aux Jeux olympiques d'été de 1972
Navigation
Mexico 1968 Montréal 1976
Les épreuves de football des Jeux olympiques d'été de 1972 se disputent du 27 août au 10 septembre.

## Équipes présentes
Voici la liste des seize équipes qui participent à la compétition :
| - Afrique : - Ghana - Maroc - Soudan - Asie : - Birmanie (en) - Iran (en) - Malaisie (en) - Amérique du Nord, centrale et Caraïbes : - États-Unis - Mexique | - Amérique du Sud : - Brésil - Colombie - Europe : - Danemark - Hongrie (Tenant du titre et qualifié d'office) - Pologne - Allemagne de l'Est - Union soviétique - Nation hôte : - Allemagne de l’Ouest |

## Premier tour

### Groupe A
|   | Équipe               | Pts | J | G | N | P | Bp | Bc | Diff |
| - | -------------------- | --- | - | - | - | - | -- | -- | ---- |
| 1 | Allemagne de l’Ouest | 6   | 3 | 3 | 0 | 0 | 13 | 0  | +13  |
| 2 | Maroc                | 3   | 3 | 1 | 1 | 1 | 6  | 3  | +3   |
| 3 | Malaisie (en)        | 2   | 3 | 1 | 0 | 2 | 3  | 9  | −6   |
| 4 | États-Unis           | 1   | 3 | 0 | 1 | 2 | 0  | 10 | −10  |

1re journée
| 27 août 1972 12:00 | Maroc   | 0 – 0 | États-Unis | Rosenaustadion, Augsbourg                     |
|                    |         |       |            | Spectateurs : 4 000 Arbitrage : Rudi Glöckner |
|                    | Rapport |       |            |                                               |

| 27 août 1972 12:00 | Allemagne de l’Ouest              | 3 – 0 | Malaisie (en) | Stade olympique, Munich                          |                                                  |
|                    | Worm 56e · Kalb 71e · Seliger 82e |       |               | Spectateurs : 60 000 Arbitrage : Armando Marques | Spectateurs : 60 000 Arbitrage : Armando Marques |
|                    | Rapport                           |       |               | Spectateurs : 60 000 Arbitrage : Armando Marques | Spectateurs : 60 000 Arbitrage : Armando Marques |

2e journée
| 29 août 1972 12:00 | Malaisie (en)                         | 3 – 0 | États-Unis | Ingolstadt                                  |                                             |
|                    | Abdullah 8e · Salleh 67e · Zawawi 77e |       |            | Spectateurs : 3 000 Arbitrage : Henry Øberg | Spectateurs : 3 000 Arbitrage : Henry Øberg |
|                    | Rapport                               |       |            | Spectateurs : 3 000 Arbitrage : Henry Øberg | Spectateurs : 3 000 Arbitrage : Henry Øberg |

| 29 août 1972 12:00 | Allemagne de l’Ouest                        | 3 – 0 | Maroc | Dreiflüssestadion, Passau                      |                                                |
|                    | Nickel 30e (pen.) 33e (pen.) · Hitzfeld 53e |       |       | Spectateurs : 16 000 Arbitrage : Doğan Babacan | Spectateurs : 16 000 Arbitrage : Doğan Babacan |
|                    | Rapport                                     |       |       | Spectateurs : 16 000 Arbitrage : Doğan Babacan | Spectateurs : 16 000 Arbitrage : Doğan Babacan |

3e journée
| 31 août 1972 12:00 | Allemagne de l’Ouest                                           | 7 – 0 | États-Unis | Stade olympique, Munich                                        |                                                                |
|                    | Nickel 17e 43e 70e 86e · Hitzfeld 47e · Seliger 62e · Bitz 79e |       |            | Spectateurs : 65 000 Arbitrage : Marco Antonio Dorantes Garcia | Spectateurs : 65 000 Arbitrage : Marco Antonio Dorantes Garcia |
|                    | Rapport                                                        |       |            | Spectateurs : 65 000 Arbitrage : Marco Antonio Dorantes Garcia | Spectateurs : 65 000 Arbitrage : Marco Antonio Dorantes Garcia |

| 31 août 1972 12:00 | Maroc                                                       | 6 – 0 | Malaisie (en) | Ingolstadt                                     |                                                |
|                    | Benkhrif 16e · Faras 19e 21e 25e · El Filali 56e · Tati 85e |       |               | Spectateurs : 2 500 Arbitrage : Károly Palotai | Spectateurs : 2 500 Arbitrage : Károly Palotai |
|                    | Rapport                                                     |       |               | Spectateurs : 2 500 Arbitrage : Károly Palotai | Spectateurs : 2 500 Arbitrage : Károly Palotai |

### Groupe B
|   | Équipe           | Pts | J | G | N | P | Bp | Bc | Diff |
| - | ---------------- | --- | - | - | - | - | -- | -- | ---- |
| 1 | Union soviétique | 6   | 3 | 3 | 0 | 0 | 5  | 2  | +3   |
| 2 | Mexique          | 4   | 3 | 2 | 0 | 1 | 3  | 2  | +1   |
| 3 | Birmanie (en)    | 2   | 3 | 1 | 0 | 2 | 2  | 2  | 0    |
| 4 | Soudan           | 0   | 3 | 0 | 0 | 3 | 1  | 5  | -4   |

1re journée
| 28 août 1972 12:00 | Union soviétique | 1 – 0 | Birmanie (en) | Ratisbonne                                    |                                               |
|                    | Kolotov 51e      |       |               | Spectateurs : 6 000 Arbitrage : Jaffar Namdar | Spectateurs : 6 000 Arbitrage : Jaffar Namdar |
|                    | Rapport          |       |               | Spectateurs : 6 000 Arbitrage : Jaffar Namdar | Spectateurs : 6 000 Arbitrage : Jaffar Namdar |

| 28 août 1972 12:00 | Mexique   | 1 – 0 | Soudan | Nuremberg                                          |                                                    |
|                    | Manzo 16e |       |        | Spectateurs : 500 Arbitrage : Francesco Francescon | Spectateurs : 500 Arbitrage : Francesco Francescon |
|                    | Rapport   |       |        | Spectateurs : 500 Arbitrage : Francesco Francescon | Spectateurs : 500 Arbitrage : Francesco Francescon |

2e journée
| 30 août 1972 12:00 | Mexique     | 1 – 0 | Birmanie (en) | Nuremberg                                       |                                                 |
|                    | Cuéllar 86e |       |               | Spectateurs : 1 000 Arbitrage : Robert Quarshie | Spectateurs : 1 000 Arbitrage : Robert Quarshie |
|                    | Rapport     |       |               | Spectateurs : 1 000 Arbitrage : Robert Quarshie | Spectateurs : 1 000 Arbitrage : Robert Quarshie |

| 30 août 1972 12:00 | Union soviétique                         | 2 – 1 | Soudan     | Stade olympique, Munich                            |                                                    |
|                    | Yevriuzhikin 42e (pen.) · Zanazanyan 44e |       | Djaksa 59e | Spectateurs : 25 000 Arbitrage : Ferdinand Biwersi | Spectateurs : 25 000 Arbitrage : Ferdinand Biwersi |
|                    | Rapport                                  |       |            | Spectateurs : 25 000 Arbitrage : Ferdinand Biwersi | Spectateurs : 25 000 Arbitrage : Ferdinand Biwersi |

3e journée
| 1er septembre 1972 12:00 | Birmanie (en)                   | 2 – 0 | Soudan | Dreiflüssestadion, Passau                       |                                                 |
|                          | Soe Than 7e · Aung Moe Thin 61e |       |        | Spectateurs : 2 000 Arbitrage : Marian Środecki | Spectateurs : 2 000 Arbitrage : Marian Środecki |
|                          | Rapport                         |       |        | Spectateurs : 2 000 Arbitrage : Marian Środecki | Spectateurs : 2 000 Arbitrage : Marian Środecki |

| 1er septembre 1972 12:00 | Union soviétique                   | 4 – 1 | Mexique  | Ratisbonne                                     |                                                |
|                          | Blokhine 7e 13e 14e · Semionov 58e |       | Razo 60e | Spectateurs : 8 000 Arbitrage : Luis Pestarino | Spectateurs : 8 000 Arbitrage : Luis Pestarino |
|                          | Rapport                            |       |          | Spectateurs : 8 000 Arbitrage : Luis Pestarino | Spectateurs : 8 000 Arbitrage : Luis Pestarino |

### Groupe C
|   | Équipe    | Pts | J | G | N | P | Bp | Bc | Diff |
| - | --------- | --- | - | - | - | - | -- | -- | ---- |
| 1 | Hongrie   | 5   | 3 | 2 | 1 | 0 | 9  | 2  | +7   |
| 2 | Danemark  | 4   | 3 | 2 | 0 | 1 | 7  | 4  | +3   |
| 3 | Iran (en) | 2   | 3 | 1 | 0 | 2 | 1  | 9  | -8   |
| 4 | Brésil    | 1   | 3 | 0 | 1 | 2 | 4  | 6  | -2   |

1re journée
| 27 août 1972 12:00 | Hongrie                                       | 5 – 0 | Iran (en) | Nuremberg                                           |                                                     |
|                    | A. Dunai 31e 48e 91e · Varadi 52e · Kozma 91e |       |           | Spectateurs : 2 000 Arbitrage : Guillermo Velasquez | Spectateurs : 2 000 Arbitrage : Guillermo Velasquez |
|                    | Rapport                                       |       |           | Spectateurs : 2 000 Arbitrage : Guillermo Velasquez | Spectateurs : 2 000 Arbitrage : Guillermo Velasquez |

| 27 août 1972 12:00 | Danemark                       | 3 – 2 | Brésil                     | Dreiflüssestadion, Passau                      |                                                |
|                    | Simonsen 28e 83e · Røntved 50e |       | Dirceu 68e · Zé Carlos 69e | Spectateurs : 10 000 Arbitrage : Pavel Kasakov | Spectateurs : 10 000 Arbitrage : Pavel Kasakov |
|                    | Rapport                        |       |                            | Spectateurs : 10 000 Arbitrage : Pavel Kasakov | Spectateurs : 10 000 Arbitrage : Pavel Kasakov |

2e journée
| 29 août 1972 12:00 | Danemark                                          | 4 – 0 | Iran (en) | Rosenaustadion, Augsbourg                       |                                                 |
|                    | Heino Hansen 16e 58e · Simonsen 39e · Nygaard 44e |       |           | Spectateurs : 3 500 Arbitrage : Abdelkrim Ziani | Spectateurs : 3 500 Arbitrage : Abdelkrim Ziani |
|                    | Rapport                                           |       |           | Spectateurs : 3 500 Arbitrage : Abdelkrim Ziani | Spectateurs : 3 500 Arbitrage : Abdelkrim Ziani |

| 29 août 1972 12:00 | Hongrie                  | 2 – 2 | Brésil                    | Stade olympique, Munich                                |                                                        |
|                    | A. Dunai 4e · Juhász 84e |       | Pedrinho 67e · Dirceu 73e | Spectateurs : 50 000 Arbitrage : William Joseph Mullan | Spectateurs : 50 000 Arbitrage : William Joseph Mullan |
|                    | Rapport                  |       |                           | Spectateurs : 50 000 Arbitrage : William Joseph Mullan | Spectateurs : 50 000 Arbitrage : William Joseph Mullan |

3e journée
| 31 août 1972 12:00 | Iran (en)  | 1 – 0 | Brésil | Ratisbonne                                          |                                                     |
|                    | Halvai 63e |       |        | Spectateurs : 2 200 Arbitrage : Gerhard Schulenburg | Spectateurs : 2 200 Arbitrage : Gerhard Schulenburg |
|                    | Rapport    |       |        | Spectateurs : 2 200 Arbitrage : Gerhard Schulenburg | Spectateurs : 2 200 Arbitrage : Gerhard Schulenburg |

| 31 août 1972 12:00 | Danemark | 0 – 2 | Hongrie          | Rosenaustadion, Augsbourg                   |                                             |
|                    |          |       | E. Dunai 17e 84e | Spectateurs : 8 500 Arbitrage : Oei Poh Hwa | Spectateurs : 8 500 Arbitrage : Oei Poh Hwa |
|                    | Rapport  |       |                  | Spectateurs : 8 500 Arbitrage : Oei Poh Hwa | Spectateurs : 8 500 Arbitrage : Oei Poh Hwa |

### Groupe D
|   | Équipe             | Pts | J | G | N | P | Bp | Bc | Diff |
| - | ------------------ | --- | - | - | - | - | -- | -- | ---- |
| 1 | Pologne            | 6   | 3 | 3 | 0 | 0 | 11 | 2  | +9   |
| 2 | Allemagne de l'Est | 4   | 3 | 2 | 0 | 1 | 11 | 3  | +8   |
| 3 | Colombie           | 2   | 3 | 1 | 0 | 2 | 4  | 12 | -8   |
| 4 | Ghana              | 0   | 3 | 0 | 0 | 3 | 1  | 10 | -9   |

1re journée
| 28 août 1972 12:00 | Allemagne de l'Est                              | 4 – 0 | Ghana | Stade olympique, Munich                         |                                                 |
|                    | Kreische 19e 89e · Streich 45e · Sparwasser 66e |       |       | Spectateurs : 40 000 Arbitrage : Michael Wuertz | Spectateurs : 40 000 Arbitrage : Michael Wuertz |
|                    | Rapport                                         |       |       | Spectateurs : 40 000 Arbitrage : Michael Wuertz | Spectateurs : 40 000 Arbitrage : Michael Wuertz |

| 28 août 1972 12:00 | Pologne                             | 5 – 1 | Colombie  | Ingolstadt                                         |                                                    |
|                    | Deyna 16e 32e · Gadocha 42e 49e 72e |       | Morón 63e | Spectateurs : 4 000 Arbitrage : Ahmed Gindil Salih | Spectateurs : 4 000 Arbitrage : Ahmed Gindil Salih |
|                    | Rapport                             |       |           | Spectateurs : 4 000 Arbitrage : Ahmed Gindil Salih | Spectateurs : 4 000 Arbitrage : Ahmed Gindil Salih |

2e journée
| 30 août 1972 12:00 | Allemagne de l'Est                                                            | 6 – 1 | Colombie     | Dreiflüssestadion, Passau                          |                                                    |
|                    | Streich 1re 10e · Sparwasser 9e · Ducke 31e · Vogel 85e · Kreische 88e (pen.) |       | Espinosa 38e | Spectateurs : 4 500 Arbitrage : Abdelkader Aouissi | Spectateurs : 4 500 Arbitrage : Abdelkader Aouissi |
|                    | Rapport                                                                       |       |              | Spectateurs : 4 500 Arbitrage : Abdelkader Aouissi | Spectateurs : 4 500 Arbitrage : Abdelkader Aouissi |

| 30 août 1972 12:00 | Pologne                                    | 4 – 0 | Ghana | Ratisbonne                                   |                                              |
|                    | Lubański 40e · Gadocha 59e 89e · Deyna 86e |       |       | Spectateurs : 2 200 Arbitrage : Kan-Chee Lee | Spectateurs : 2 200 Arbitrage : Kan-Chee Lee |
|                    | Rapport                                    |       |       | Spectateurs : 2 200 Arbitrage : Kan-Chee Lee | Spectateurs : 2 200 Arbitrage : Kan-Chee Lee |

3e journée
| 1er septembre 1972 12:00 | Colombie                             | 3 – 1 | Ghana      | Stade olympique, Munich                           |                                                   |
|                          | Morón 56e · Torres 60e · Montano 82e |       | Sunday 79e | Spectateurs : 25 000 Arbitrage : Kurt Tschenscher | Spectateurs : 25 000 Arbitrage : Kurt Tschenscher |
|                          | Rapport                              |       |            | Spectateurs : 25 000 Arbitrage : Kurt Tschenscher | Spectateurs : 25 000 Arbitrage : Kurt Tschenscher |

| 1er septembre 1972 12:00 | Pologne       | 2 – 1 | Allemagne de l'Est | Nuremberg                                         |                                                   |
|                          | Gorgoń 6e 63e |       | Streich 45e        | Spectateurs : 10 000 Arbitrage : Werner Winsemann | Spectateurs : 10 000 Arbitrage : Werner Winsemann |
|                          | Rapport       |       |                    | Spectateurs : 10 000 Arbitrage : Werner Winsemann | Spectateurs : 10 000 Arbitrage : Werner Winsemann |

## Second tour

### Groupe 1
|   | Équipe               | Pts | J | G | N | P | Bp | Bc | Diff |
| - | -------------------- | --- | - | - | - | - | -- | -- | ---- |
| 1 | Hongrie              | 6   | 3 | 3 | 0 | 0 | 8  | 1  | +7   |
| 2 | Allemagne de l'Est   | 4   | 3 | 2 | 0 | 1 | 10 | 4  | +6   |
| 3 | Allemagne de l’Ouest | 1   | 3 | 0 | 1 | 2 | 4  | 8  | -4   |
| 4 | Mexique              | 1   | 3 | 0 | 1 | 2 | 1  | 10 | -9   |

1re journée
| 3 septembre 1972 12:00 | Hongrie                 | 2 – 0 | Allemagne de l'Est | Dreiflüssestadion, Passau                       |                                                 |
|                        | A. Dunai 60e · Tóth 66e |       |                    | Spectateurs : 8 500 Arbitrage : Armando Marques | Spectateurs : 8 500 Arbitrage : Armando Marques |
|                        | Rapport                 |       |                    | Spectateurs : 8 500 Arbitrage : Armando Marques | Spectateurs : 8 500 Arbitrage : Armando Marques |

| 3 septembre 1972 12:00 | Allemagne de l’Ouest | 1 – 1 | Mexique     | Nuremberg                                    |                                              |
|                        | Hitzfeld 5e          |       | Cuéllar 69e | Spectateurs : 40 000 Arbitrage : Oei Poh Hwa | Spectateurs : 40 000 Arbitrage : Oei Poh Hwa |
|                        | Rapport              |       |             | Spectateurs : 40 000 Arbitrage : Oei Poh Hwa | Spectateurs : 40 000 Arbitrage : Oei Poh Hwa |

2e journée
| 5 septembre 1972 12:00 | Allemagne de l'Est                                                             | 7 – 0 | Mexique | Ingolstadt                                    |                                               |
|                        | Ganzera 34e · Sparwasser 39e 51e 89e · Streich 48e · Kreische 72e · Häfner 79e |       |         | Spectateurs : 5 500 Arbitrage : Jaffar Namdar | Spectateurs : 5 500 Arbitrage : Jaffar Namdar |
|                        | Rapport                                                                        |       |         | Spectateurs : 5 500 Arbitrage : Jaffar Namdar | Spectateurs : 5 500 Arbitrage : Jaffar Namdar |

| 6 septembre 1972 12:00 | Hongrie                                  | 4 – 1 | Allemagne de l’Ouest | Stade olympique, Munich                         |                                                 |
|                        | E. Dunai 14e · A. Dunai 43e · Kü 75e 87e |       | Hitzfeld 33e         | Spectateurs : 70 000 Arbitrage : Luis Pestarino | Spectateurs : 70 000 Arbitrage : Luis Pestarino |
|                        | Rapport                                  |       |                      | Spectateurs : 70 000 Arbitrage : Luis Pestarino | Spectateurs : 70 000 Arbitrage : Luis Pestarino |

3e journée
| 8 septembre 1972 12:00 | Hongrie                   | 2 – 0 | Mexique | Ratisbonne                                   |                                              |
|                        | A. Dunai 35e · Kocsis 53e |       |         | Spectateurs : 2 500 Arbitrage : Kan-Chee Lee | Spectateurs : 2 500 Arbitrage : Kan-Chee Lee |
|                        | Rapport                   |       |         | Spectateurs : 2 500 Arbitrage : Kan-Chee Lee | Spectateurs : 2 500 Arbitrage : Kan-Chee Lee |

| 8 septembre 1972 12:00 | Allemagne de l'Est                       | 3 – 2 | Allemagne de l’Ouest      | Stade olympique, Munich                                |                                                        |
|                        | Pommerenke 10e · Streich 53e · Vogel 82e |       | Hoeneß 31e · Hitzfeld 68e | Spectateurs : 80 000 Arbitrage : William Joseph Mullan | Spectateurs : 80 000 Arbitrage : William Joseph Mullan |
|                        | Rapport                                  |       |                           | Spectateurs : 80 000 Arbitrage : William Joseph Mullan | Spectateurs : 80 000 Arbitrage : William Joseph Mullan |

### Groupe 2
|   | Équipe           | Pts | J | G | N | P | Bp | Bc | Diff |
| - | ---------------- | --- | - | - | - | - | -- | -- | ---- |
| 1 | Pologne          | 5   | 3 | 2 | 1 | 0 | 8  | 2  | +6   |
| 2 | Union soviétique | 4   | 3 | 2 | 0 | 1 | 8  | 2  | +6   |
| 3 | Danemark         | 3   | 3 | 1 | 1 | 1 | 4  | 6  | -2   |
| 4 | Maroc            | 0   | 3 | 0 | 0 | 3 | 1  | 11 | -10  |

1re journée
| 3 septembre 1972 12:00 | Union soviétique                           | 3 – 0 | Maroc | Stade olympique, Munich                              |                                                      |
|                        | Semionov 1re · Kolotov 15e · Ieliseïev 69e |       |       | Spectateurs : 55 000 Arbitrage : Guillermo Velasquez | Spectateurs : 55 000 Arbitrage : Guillermo Velasquez |
|                        | Rapport                                    |       |       | Spectateurs : 55 000 Arbitrage : Guillermo Velasquez | Spectateurs : 55 000 Arbitrage : Guillermo Velasquez |

| 3 septembre 1972 12:00 | Danemark         | 1 – 1 | Pologne   | Ratisbonne                                         |                                                    |
|                        | Heino Hansen 27e |       | Deyna 36e | Spectateurs : 4 000 Arbitrage : Abdelkader Aouissi | Spectateurs : 4 000 Arbitrage : Abdelkader Aouissi |
|                        | Rapport          |       |           | Spectateurs : 4 000 Arbitrage : Abdelkader Aouissi | Spectateurs : 4 000 Arbitrage : Abdelkader Aouissi |

2e journée
| 5 septembre 1972 12:00 | Union soviétique | 1 – 2 | Pologne                          | Rosenaustadion, Augsbourg                   |                                             |
|                        | Blokhine 28e     |       | Deyna 79e (pen.) · Szołtysik 87e | Spectateurs : 5 000 Arbitrage : Henry Øberg | Spectateurs : 5 000 Arbitrage : Henry Øberg |
|                        | Rapport          |       |                                  | Spectateurs : 5 000 Arbitrage : Henry Øberg | Spectateurs : 5 000 Arbitrage : Henry Øberg |

| 5 septembre 1972 12:00 | Danemark                    | 3 – 1 | Maroc      | Dreiflüssestadion, Passau                        |                                                  |
|                        | Bak 55e 83e · Printzlau 90e |       | Merzaq 89e | Spectateurs : 3 100 Arbitrage : Werner Winsemann | Spectateurs : 3 100 Arbitrage : Werner Winsemann |
|                        | Rapport                     |       |            | Spectateurs : 3 100 Arbitrage : Werner Winsemann | Spectateurs : 3 100 Arbitrage : Werner Winsemann |

3e journée
| 8 septembre 1972 12:00 | Union soviétique                                     | 4 – 0 | Danemark | Rosenaustadion, Augsbourg                     |                                               |
|                        | Kolotov 20e · Semionov 28e · Blokhine 55e · Sabo 88e |       |          | Spectateurs : 4 000 Arbitrage : Doğan Babacan | Spectateurs : 4 000 Arbitrage : Doğan Babacan |
|                        | Rapport                                              |       |          | Spectateurs : 4 000 Arbitrage : Doğan Babacan | Spectateurs : 4 000 Arbitrage : Doğan Babacan |

| 8 septembre 1972 12:00 | Pologne                                                        | 5 – 0 | Maroc | Nuremberg                                          |                                                    |
|                        | Kmiecik 3e · Lubański 10e · Deyna 45e (pen.) 63e · Gadocha 53e |       |       | Spectateurs : 500 Arbitrage : Francesco Francescon | Spectateurs : 500 Arbitrage : Francesco Francescon |
|                        | Rapport                                                        |       |       | Spectateurs : 500 Arbitrage : Francesco Francescon | Spectateurs : 500 Arbitrage : Francesco Francescon |

## Match pour la médaille de bronze
| 10 septembre 1972 | Union soviétique               | 2 – 2 a. p. | Allemagne de l'Est              | Stade olympique, Munich                          |                                                  |
|                   | Blokhine 10e · Khurtsilava 30e |             | Kreische 33e (pen.) · Vogel 78e | Spectateurs : 80 000 Arbitrage : Armando Marques | Spectateurs : 80 000 Arbitrage : Armando Marques |
|                   | Rapport                        |             |                                 | Spectateurs : 80 000 Arbitrage : Armando Marques | Spectateurs : 80 000 Arbitrage : Armando Marques |

Les deux équipes ne peuvent se départager et remportent toutes les deux la médaille de bronze.

## Finale
| 10 septembre 1972 | Pologne       | 2 – 1 | Hongrie    | Stade olympique, Munich                           |                                                   |
|                   | Deyna 47e 68e |       | Varadi 42e | Spectateurs : 80 000 Arbitrage : Kurt Tschenscher | Spectateurs : 80 000 Arbitrage : Kurt Tschenscher |
|                   | Rapport       |       |            | Spectateurs : 80 000 Arbitrage : Kurt Tschenscher | Spectateurs : 80 000 Arbitrage : Kurt Tschenscher |

## Podium
|                                    | Pologne                             |
|                                    | Médaille d'or, Jeux olympiques      |
| Hongrie                            |                                     |
| Médaille d'argent, Jeux olympiques | URSS RDA                            |
| Médaille d'argent, Jeux olympiques | Médaille de bronze, Jeux olympiques |

## Les médaillés

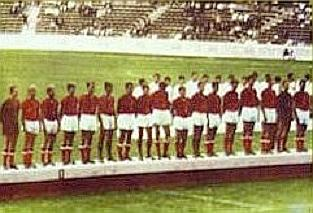
L'équipe de Hongrie, vice-championne olympique en 1972.

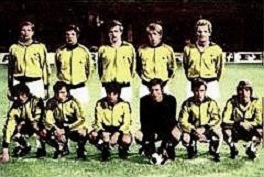
L'équipe d'Allemagne de l'Est, médaillée de bronze en 1972.

| Or | Argent | Bronze | Bronze |
| Pologne | Hongrie | Union soviétique | Allemagne de l'Est |
| Hubert Kostka Zbigniew Gut Jerzy Gorgoń Zygmunt Anczok Lesław Ćmikiewicz Zygmunt Maszczyk Jerzy Kraska Kazimierz Deyna Zygfryd Szołtysik Włodzimierz Lubański Robert Gadocha Ryszard Szymczak Antoni Szymanowski Joachim Marx Grzegorz Lato Marian Ostafiński Kazimierz Kmiecik Marian Szeja Entraîneur : Kazimierz Górski | István Géczi Péter Vépi Miklós Páncsics Péter Juhász Lajos Szűcs Mihály Kozma Antal Dunai Lajos Kü Béla Váradi Ede Dunai László Bálint Lajos Kocsis Kálmán Tóth László Branikovits József Kovács Csaba Vidáts Ádám Rothermel | Oleg Blokhine Murtaz Khurtsilava Yuri Istomin Vladimir Kaplichny Viktor Kolotov Yevgeni Lovchev Sergueï Olchanski Evgueni Roudakov Viatcheslav Semionov Gennady Yevriuzhikin Oganes Zanazanyan Andreï Yakubik Arkadi Andreasyan Revaz Dzodzuaschvili Yozhef Sabo Iouri Ieliseïev Vladimir Onishchenko Anatoli Kuksov Vladimir Pilguy | Jürgen Croy Manfred Zapf Konrad Weise Bernd Bransch Jürgen Pommerenke Jürgen Sparwasser Hans-Jürgen Kreische Joachim Streich Wolfgang Seguin Peter Ducke Frank Ganzera Lothar Kurbjuweit Eberhard Vogel Harald Irmscher Ralf Schulenberg Reinhard Häfner Siegmar Wätzlich Dieter Schneider Axel Tyll Entraîneur : Georg Buschner |